# 무빙 픽처 컴퍼니
무빙 픽처 컴퍼니(Moving Picture Company)는 'MPC'로도 잘알려진 영국의 시각 효과 회사이다. 광고, 뮤직 비디오, 텔레비전, 영화의 VFX와 3D CG를 제작하는 것으로 유명하다. CGI, 디지털 영상 합성, 텔레시네, 사전 시각화 등 VFX에서 다양한 기술을 가지고 있다. 1970년 설립되었으며 본사는 영국 런던 소호에 있다.

## 활동
MPC는 밴쿠버, 로스앤젤레스, 뉴욕시, 몬트리올, 암스테르담, 벵갈루루, 파리 및 상하이에 위치한 시설을 갖춘 런던 소호(Soho)에 본사를 둔 수상 경력에 빛나는 시각 효과 및 제작 회사이다.
사실적인 VFX 및 애니메이션으로 알려진 MPC는 실물같은 모피에서부터 동적인 군중 씬,  광범위한 파괴 장면 및 폭발에 이르기까지 모든 것을 만들어내는것으로 인정받고있다.
MPC의 창의적인 모션 그래픽스 제작 서비스에는 컨셉 디자인, 시각화, 촬영 감독, 2D 합성, 3D / CG 효과, 애니메이션, 모션 디자인, 소프트웨어 개발, 혼합 현실 및 가상 제작이 포함된다.
MPC스튜디오는 정글 북(The Jungle Book)과 라이프 오브 파이(Life of Pi)와 해리 포터와 죽음의 성물(Harry Potter and the Deathly Hallows)에 관한 2개의 BAFTA 어워즈에서 2건의 아카데미 상을 수상하기도 했다. 또한  코카콜라, 소니, 이케아, 쓰리 모바일 (Three Mobile), 채널 4와 같은 유명 브랜드 광고 캠페인은 물론 유명 방송사들과도 협력하고있다.

## 모션픽처
'모션픽처' 또는 '모션 그래픽스'는 컴퓨터 그래픽분야에 있어서 동적인 역동감을 광범위한 그래픽 영상에 불어넣는 시각적 특수효과이다. 한편 MPC는 배우같은 사람이나 특정 동물의 움직임을 디지털 데이터화하여 실사 CG나 애니메이션으로 표현하는 시각 특수효과의 분야에 있어서 특히 유명한 회사이다. MPC는 사람의 얼굴표정같은 섬세한 디지털 데이터 표현부터 거대한 숲의 나무들이 바람에 의해 나부껴 흔들리는 웅장함까지 그 스케일과 응용분야에 있어서 광범위하게 그 영역을 넓히고있는 소프트웨어적인 프로그래밍 기술을 선보이는 영국의 시각효과회사로서  MPC회사는 거의 독보적으로 거론되기도 한다.
최근 MPC는 맨인블랙:인터내셔널에서 캐릭터의 외형뿐만아니라 컨셉까지 디자인하는 내면에대한 영역까지 그 영역을 넓힌바 있다.

## 제작참여 VFX
- 말레피센트
- 더 라이온 킹
- 고질라: 킹 오브 몬스터
- X-MAN:다크 피닉스

등 다수의 모션픽처 VFX가 있다.

## 같이 보기
- ILM
- D2
- 웨타 FX